# 白鼻浣熊
白鼻浣熊（Nasua narica），又名白鼻豿，是一種浣熊。牠們的吻及尾巴很長，尾巴有6-7間斑紋。牠們的犬齒很大，臼齒可以磨碎東西。

## 分佈及棲息地
白鼻浣熊棲息在美洲的林地，如森林、雨林。牠們生活在海平面至海拔3500米。最北分佈至亞利桑那州東南部及新墨西哥州，最南至巴拿馬。

## 特徵

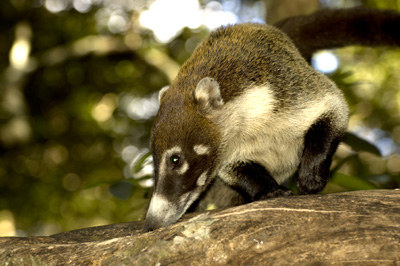
白鼻浣熊的淺灰色鼻子。

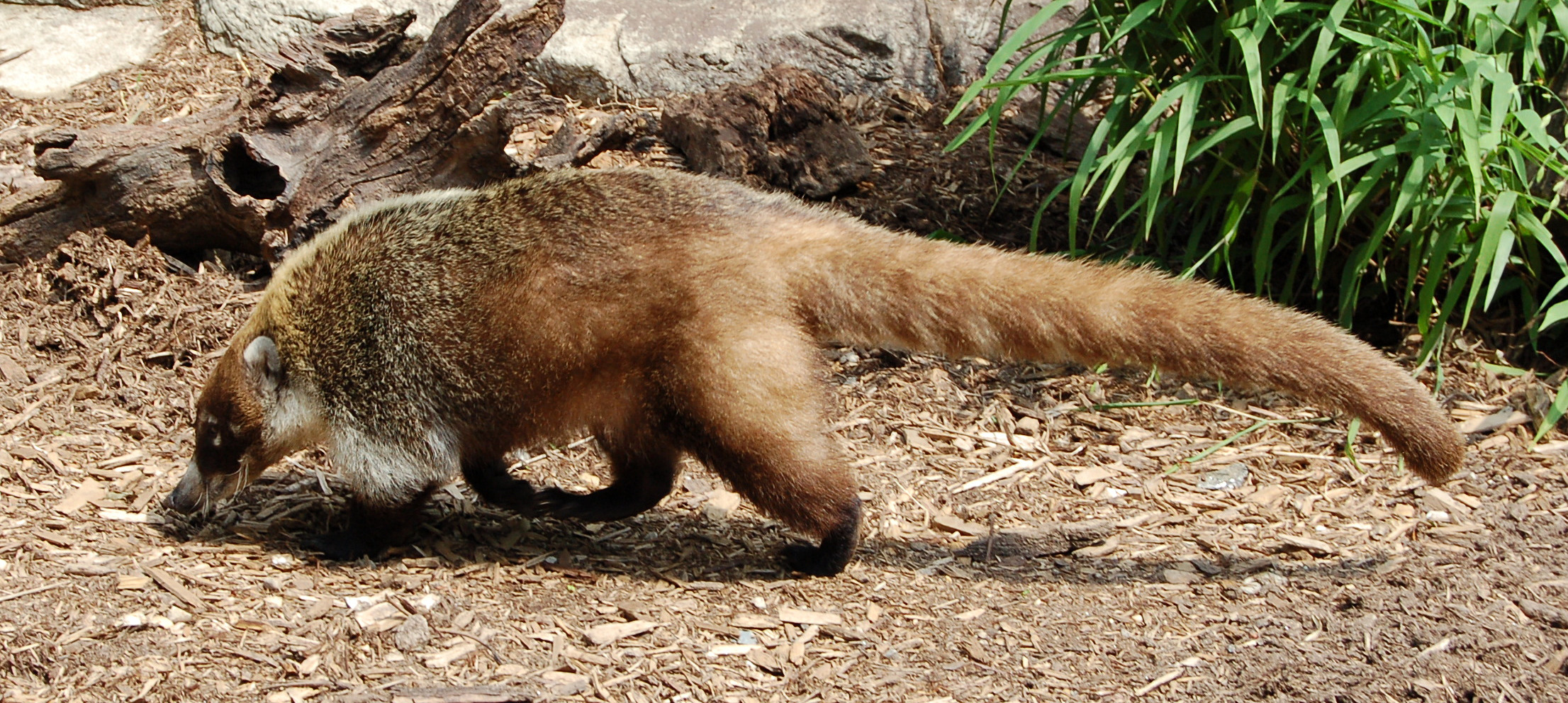
白鼻浣熊的長尾巴。

白鼻浣熊一般呈深褐色、紅色或黃色。牠們的眼睛显深色，吻、下巴及喉嚨都是淺灰色的。通常牠們体長1.1-1.2米，當中包括長50-65厘米的尾巴。牠們一般重5-9公斤。牠們的尾巴不能抓住東西。

## 行為
白鼻浣熊是雜食性的，喜歡吃細小的脊椎動物、果實、腐屍、昆蟲及蛋。牠們適於攀樹，尾巴用來平衡，但大部份時間都會留在地上。牠們的天敵有蚺屬、猛禽、貓科及狐鼬。牠們習慣了人類的出現，有時甚至去到營地及垃圾站覓食。牠們易於馴養，研究發現牠們很聰明。
白鼻浣熊主要是日間活動的，夜間會回到特定的樹上休息。不過牠們可以按環境來改變習性，在一些受到人類獵殺的地方，或是有人類的地方覓食，牠們可以轉為夜間活動的。成年雄性是獨居的，雌性及幼生雄性會組成群族。在覓食的時候，兩隻白鼻浣熊會負責照顧幼生的。幼年雄性及一些雌性會以打鬥來玩耍。牠們為了食物也會互相打鬥。